# Avec votre permission
Pour plus de détails, voir Fiche technique et Distribution.
Avec votre permission (By Your Leave) est un film américain en noir et blanc réalisé par Lloyd Corrigan, sorti en 1934.

## Synopsis
Dans la banlieue de New York, Henry et Ellen Smith sont un couple marié d'âge moyen installé dans une vie de routine. Lorsqu'une manne financière leur échoit, Henry suggère qu'ils prennent des vacances séparées. À contrecœur, Ellen accepte et Henry part tester la vie nocturne de New York. En ville, il rencontre Skeets, et ensemble sortent en ville, finissant par poursuivre des danseuses de Broadway, Gloria Dawn et Merle. Après avoir déploré son sort pendant quelques jours, Ellen prend la décision d'aller s'amuser elle aussi à New York.

## Fiche technique
- Titre : Avec votre permission
- Titre original : By Your Leave
- Réalisation : Lloyd Corrigan
- Scénario : Allan Scott d'après la pièce de théâtre de Gladys Hurlbut et Emma B.C. Wells
- Photographie : Nicholas Musuraca
- Montage : William Morgan
- Musique : Max Steiner
- Société de production : RKO Pictures
- Pays d'origine : États-Unis
- Format : noir et blanc - 1,37:1 - son : Mono  (RCA Victor System)
- Genre : comédie psychologique
- Durée : 82 min
- Dates de sortie :
  - États-Unis : 9 novembre 1934
  - France : 15 novembre 1935

## Distribution
- Frank Morgan : Henry Smith
- Genevieve Tobin : Ellen Smith
- Neil Hamilton : David McKenzie
- Marian Nixon : Andree
- Glenn Anders : Freddie Wilkins
- Gene Lockhart : Skeets
- Margaret Hamilton : Whiffen
- Betty Grable : Frances
- Charles Ray : Leonard Purcell
- Lona Andre : Florence Purcell